# Praomys derooi
Praomys derooi (van der Straeten & Verheyen, 1978) è un roditore della famiglia dei Muridi diffuso nell'Africa occidentale.

## Descrizione

### Dimensioni
Roditore di piccole dimensioni, con la lunghezza della testa e del corpo tra  mm, la lunghezza della coda tra 84 e 136 mm, la lunghezza del piede tra 19 e 23 mm, la lunghezza delle orecchie tra 12 e 18 mm e un peso fino a 45 g.

### Aspetto
Le parti dorsali variano dal marrone chiaro al bruno-grigiastro scuro con la base dei peli grigia, mentre le parti ventrali sono grigie. Talvolta è presente una macchia biancastra sul petto. La coda è più lunga della testa e del corpo, uniformemente scura e con dei peli lunghi sulla metà e in punta. Le femmine hanno tre paia di mammelle pettorali e due paia inguinali. Il numero cromosomico è 2n=36 .

## Biologia

### Comportamento
È una specie notturna e parzialmente arboricola. Costruisce nidi in alberi cavi.

### Riproduzione
Si riproduce probabilmente durante tutto l'anno. Le femmine danno alla luce 2-5 piccoli alla volta. 

## Distribuzione e habitat
Questa specie è diffusa nella Guinea centrale, Ghana orientale, Togo, Benin e Nigeria sud-occidentale.
Vive nelle savane fino a 500 metri di altitudine. Si trova frequentemente negli insediamenti umani.

## Conservazione
La IUCN Red List, considerato che questa specie è molto comune e commensale dell'uomo, classifica P.derooi come specie a rischio minimo (Least Concern).